# Spoorlijn Wanne-Eickel - Hamburg
De spoorlijn Wanne-Eickel - Hamburg, ook wel Rollbahn genoemd is een hoofdlijn in Noordwest-Duitsland als spoorlijn 2200 onder beheer van DB Netze. De spoorlijn verbindt Wanne-Eickel, Münster, Osnabrück, Bremen en Hamburg met elkaar. Als kortste spoorwegverbinding tussen het Ruhrgebied en regio Hamburg is het een van de belangrijkste spoorlijnen van Noordwest-Duitsland.

## Geschiedenis
De 355 kilometer lange spoorlijn is geheel geëlektrificeerd. De lijn heeft 1 tunnel die zich ten noorden van Lengerich bevindt. Andere belangrijke bouwwerken zijn de spoorwegbruggen over de Norderelbe en Süderelbe in Hamburg.
De spoorlijn werd aangelegd door het Cöln-Mindener Eisenbahn-Gesellschaft als Hamburg-Venloer Bahn, het oostelijk deel van een verbinding tussen Parijs en Hamburg (Paris-Hamburger Bahn). Om deze verbinding aan het toen bestaande spoorwegennetwerk aan te sluiten koos de Cöln-Mindener Eisenbahn het aan de spoorlijn Köln - Minden liggende station 'Wanne' als uitgangspunt van hun lijn naar Hamburg, die 25 kilometer noordelijk daarvan bij Haltern am See samenkwam met het westelijke deel van de lijn (Haltern - Venlo)
Het traject werd in fases geopend:
- 1 januari 1870: Wanne - Münster
- 1 september 1870: Münster - Osnabrück
- 1 december 1872: Hamburg Hannöverscher Bahnhof - Hamburg-Harburg
- 15 mei 1873: Osnabrück - Bremen-Hemelingen
- 16 augustus 1873: Bremen-Hemelingen - Bremen
- 1 juli 1874: Bremen - Hamburg-Harburg

## Treindiensten

### Deutsche Bahn
De Deutsche Bahn verzorgt het personenvervoer op dit traject met ICE, IC RE en RB treinen. De Westfalenbahn verzorgt het personenvervoer met RB treinen. Tussen Bremen en Hamburg verzorgt Metronom het lokale personenvervoer.
| Serie    | Treinsoort                        | Route | Bijzonderheden |
| -------- | --------------------------------- | --- | --- |
| ICE 1    | InterCityExpress (DB Fernverkehr) | Köln Hbf – Düsseldorf Hbf – Duisburg Hbf – Essen Hbf – Hamburg Hbf – Hamburg Dammtor – Hamburg-Altona | |
| ICE 4    | InterCityExpress (DB Fernverkehr) | Hamburg Hbf – Hannover Hbf – Frankfurt (Main) Hbf – Darmstadt Hbf | |
| ICE 20   | InterCityExpress (DB Fernverkehr) | [ Kiel Hbf – Neumünster ] / [ Hamburg-Altona ] – Hamburg Dammtor – Hamburg Hbf – Lüneburg – Uelzen – Hannover Hbf – Göttingen – Kassel-Wilhelmshöhe – Fulda – Hanau Hbf – Frankfurt (Main) Hbf – [ Frankfurt (Main) Flughafen Fernbahnhof – Mainz Hbf – Wiesbaden Hbf ] / [ Mannheim Hbf – Karlsruhe Hbf – Baden-Baden – Freiburg (Breisgau) Hbf – Basel Bad Bf – Basel SBB – Zürich Hbf ] | Rijdt elke twee uur. |
| ICE 22   | InterCityExpress (DB Fernverkehr) | [ [ Kiel Hbf – Neumünster ] / [ Hamburg-Altona ] – Hamburg Dammtor – Hamburg Hbf ] / [ Oldenburg (Oldb) Hbf – Bremen Hbf ] – Hannover Hbf – Kassel-Wilhelmshöhe – Frankfurt (Main) Hbf – Frankfurt (Main) Flughafen Fernbahnhof – Mannheim Hbf – Stuttgart Hbf | Rijdt elke twee uur. Één trein per dag van/naar Oldenburg. |
| ICE 25   | InterCityExpress (DB Fernverkehr) | [ [ Kiel Hbf – Neumünster ] / [ Hamburg-Altona ] – Hamburg Dammtor – Hamburg Hbf – ] / [ Oldenburg (Oldb) Hbf – Bremen Hbf – ] Hannover Hbf – Göttingen – Kassel-Wilhelmshöhe – Fulda – Würzburg Hbf – [ Nürnberg Hbf – ] / [ Treuchtlingen – Donauwörth – Augsburg Hbf – München-Pasing ] / [ Ingolstadt Hbf ] – München Hbf – Tutzing – Murnau – Oberau – Garmisch-Partenkirchen | Rijdt elk uur tussen Hamburg en München. Elke twee uur een vleugeltrein naar/van Oldenburg. Enkele treinen via Augsburg. Één trein per dag door naar Garmisch-Partenkirchen.                                                               |
| ICE 31   | InterCityExpress (DB Fernverkehr) | Hamburg-Altona – Hamburg Dammtor – Hamburg Hbf – Hamburg-Harburg – Bremen Hbf – Osnabrück Hbf – Münster Hbf – Dortmund Hbf – Hagen Hbf – Wuppertal Hbf – Solingen Hbf – Köln Hbf – Bonn Hbf – Koblenz Hbf – Bingen (Rhein) Hbf – Mainz Hbf – Frankfurt (Main) Flughafen Fernbahnhof – Frankfurt (Main) Hbf – Hanau Hbf – Würzburg Hbf – Nürnberg Hbf – Ingolstadt Hbf – München Hbf | Elk uur tussen Hamburg en Frankfurt. Éénmaal per twee uur tussen Frankfurt en Nürnberg. Enkele treinen door tot München. |
| ICE 91   | InterCityExpress (DB Fernverkehr) | [ Hamburg-Altona – Hamburg Dammtor – Hamburg Hbf – Hamburg-Harburg – Hannover Hbf – Kassel-Wilhelmshöhe – Fulda ] / [ [ Hamburg Hbf – Hamburg-Harburg – Bremen Hbf – Osnabrück Hbf – Münster (Westf) Hbf – Dortmund Hbf – Hagen Hbf – Wuppertal Hbf – Solingen Hbf ] / [ Dortmund Hbf – Bochum Hbf – Essen Hbf – Duisburg Hbf – Düsseldorf Hbf ] – Köln Hbf – Bonn Hbf – Koblenz Hbf – Mainz Hbf – Frankfurt (Main) Flughafen Fernbahnhof – Frankfurt (Main) Hbf – Hanau Hbf ] – Würzburg Hbf – Nürnberg Hbf – Regensburg Hbf – Plattling – Passau Hbf – Wels Hbf – Linz Hbf – St. Pölten Hbf – Wien Meidling – Wien Hbf – Flughafen Wien-Schwechat | Rijdt elke twee uur tussen Frankfurt en Wenen. Enkele treinen vanaf Hamburg via Dortmund. Één trein vanaf Hamburg via Hannover. |
| IC 26    | Intercity (DB Fernverkehr)        | [ [ Westerland (Sylt) – Husum ] / [ Hamburg-Altona ] – Hamburg Dammtor ] / [ Ostseebad Binz – Stralsund Hbf – Rostock Hbf – Bützow – Bad Kleinen – Schwerin Hbf ] – Hamburg Hbf – Hamburg-Harburg – Lüneburg – Uelzen – Celle – Hannover Hbf – Göttingen – Kassel-Wilhelmshöhe – [ Marburg (Lahn) – Gießen – Frankfurt (Main) Hbf – Darmstadt Hbf – Bensheim – Weinheim (Bergstraße) – Heidelberg Hbf – Bruchsal – Karlsruhe Hbf ] / [ Fulda – Würzburg Hbf – Ansbach – Augsburg Hbf – [ Buchloe – Kempten (Allgäu) Hbf – Immenstadt – Oberstdorf ] / [ München Ost – Rosenheim – [ Prien a Chiemsee – Traunstein – Freilassing – Berchtesgaden ] / [ Kufstein – Innsbruck Hbf ] ] | Enkele treinen vanaf Binz en Westerland, enkele treinen vanaf Kassel richting Augsburg. |
| IC/EC 30 | Intercity (DB Fernverkehr)        | [ [ Westerland (Sylt) – Husum ] / [ Hamburg-Altona ] – Hamburg Dammtor ] / [ Ostseebad Binz – Stralsund Hbf – Rostock Hbf – Bützow – Bad Kleinen – Schwerin Hbf ] – Hamburg Hbf – Hamburg-Harburg – Bremen Hbf – Osnabrück Hbf – Münster Hbf – Dortmund Hbf – Bochum Hbf – Essen Hbf – Duisburg Hbf – Düsseldorf Hbf – Köln Hbf – Bonn Hbf – Remagen – Andernach – Koblenz Hbf – Mainz Hbf – Mannheim Hbf – [ Heidelberg Hbf – Vaihingen (Enz) – Stuttgart Hbf ] / [ Karlsruhe Hbf – Baden-Baden – Freiburg (Breisgau) Hbf – Basel Bad Bf – Basel SBB – Zürich Hbf – Sargans – Landquart – Chur ] | Enkele treinen vanaf Binz en Westerland tot Stuttgart. |
| IC 31    | Intercity (DB Fernverkehr)        | [ [ Kiel Hbf – Neumünster ] / [ Hamburg-Altona ] – Hamburg Dammtor ] / [ Fehmarn-Burg – Oldenburg (Holst) – Lübeck Hbf ] – Hamburg Hbf – Hamburg-Harburg – Bremen Hbf – Osnabrück Hbf – Münster Hbf – Dortmund Hbf – Hagen Hbf – Wuppertal Hbf – Solingen Hbf – Köln Hbf – Bonn Hbf – Remagen – Andernach – Koblenz Hbf – Boppard Hbf – Bingen (Rhein) Hbf – Mainz Hbf – Frankfurt (Main) Flughafen Fernbahnhof – Frankfurt (Main) Hbf – Hanau Hbf – Würzburg Hbf – Nürnberg Hbf – Regensburg Hbf – Plattling – Passau Hbf | Twee treinen per dag per richting. 's Zomers één trein vanaf Fehmarn. |
| IC/EC 32 | Intercity (DB Fernverkehr)        | [ [ Ostseebad Binz – Stralsund Hbf – Greifswald ] / [ Seebad Heringsdorf – Zinnowitz ] – Züssow – Pasewalk – Angermünde – Berlin Gesundbrunnen ] / [ Dresden Hbf – Berlin Südkreuz – Berlin Hbf ] – Berlin-Spandau – Stendal Hbf – Wolfsburg Hbf – Hannover Hbf – [ Herford – Bielefeld Hbf – Gütersloh Hbf – Hamm (Westf) – Dortmund Hbf – Bochum Hbf – Essen Hbf – Mülheim (Ruhr) Hbf ] / [ Osnabrück Hbf – Münster Hbf – Recklinghausen Hbf – Wanne-Eickel Hbf – Gelsenkirchen Hbf – [ Essen Hbf – Mülheim (Ruhr) Hbf ] / [ Oberhausen Hbf ] ] – Duisburg Hbf – [ [ Krefeld Hbf ] / [ Düsseldorf Flughafen – Düsseldorf Hbf – Neuss Hbf ] – Mönchengladbach Hbf – Aachen Hbf ] / [ Düsseldorf Flughafen – Düsseldorf Hbf – Köln Hbf – Bonn Hbf – Remagen – Andernach – Koblenz Hbf – Bingen (Rhein) Hbf – Mainz Hbf – Worms Hbf – Mannheim Hbf – Heidelberg Hbf – Vaihingen (Enz) – Stuttgart Hbf – [ Reutlingen – Tübingen ] / [Plochingen – Göppingen – Ulm Hbf – [ Biberach (Riß) – Ravensburg – Friedrichshafen Stadt – Lindau Hbf – Bregenz – Dornbirn – Feldkirch – Bludenz – Landeck-Zams – Imst-Pitztal – Telfs-Pfaffenhofen – Innsbruck Hbf ] / [ Günzburg – Augsburg Hbf – München-Pasing – München Hbf – Rosenheim – Bad Endorf – Prien a Chiemsee – Traunstein – Freilassing – Salzburg Hbf – Golling-Abtenau – Bischofshofen – St. Johann im Pongau – Schwarzbach-St. Veit – Dorfgastein – Bad Hofgastein – Bad Gastein – Mallnitz-Obervellach – Spittal-Milstättersee – Villach Hbf – Velden am Wörthersee – Pörtschach am Wörthersee – Krumpendorf am Wörthersee – Klagenfurt Hbf ] ] | 's Zomers één trein per richting per week tussen Keulen en Binz/Heringsdorf. Enkele treinen tussen Hannover en Essen via Münster. Één trein per dag vanaf Ulm naar Innsbruck. Doordeweeks één trein per dag vanaf Stuttgart naar Tübingen. |
| IC 35    | Intercity (DB Fernverkehr)        | [ Norddeich Mole ] / [ Emden Außenhafen ] – Emden Hbf – Leer (Ostfriesl) – Papenburg (Ems) – Meppen – Lingen (Ems) – Rheine – Münster (Westf) Hbf – Recklinghausen Hbf – Gelsenkirchen Hbf – Oberhausen Hbf – Duisburg Hbf – Düsseldorf Hbf – Köln Hbf – Bonn Hbf – Remagen – Andernach – Koblenz Hbf – Bingen (Rhein) Hbf – Mainz Hbf – Worms Hbf – Mannheim Hbf – [ Karlsruhe Hbf – Offenburg – Donaueschingen – Singen (Hohentwiel) – Konstanz ] / [ Heidelberg Hbf – Vaihingen (Enz) – Stuttgart Hbf ] | Rijdt eenmaal per twee uur, op vrijdag en zaterdag rijdt er één trein vanaf Emden Hbf naar Konstanz. Op zondag rijdt er één trein vanaf Konstanz naar Emden Hbf. Enkele treinen van/naar Emden Außenhafen                                  |
| FLX 20   | FLX (FlixTrain)                   | Köln Hbf – Düsseldorf Hbf – Duisburg Hbf – Essen Hbf – Gelsenkirchen Hbf – Münster Hbf – Osnabrück Hbf – Hamburg-Harburg – Hamburg Hbf | [ 2 ] |
| IRE      | Interregio-Express (DB Regio)     | Berlin Ostbf – Berlin Hbf – Berlin Zoologischer Garten – Berlin-Spandau – Stendal Hbf – Salzwedel – Uelzen – Lüneburg – Hamburg-Harburg – Hamburg Hbf | Enkele treinen per dag |
| RE 2     | Regional-Express (DB Regio NRW)   | Osnabrück Hbf – Münster Hbf – Recklinghausen Hbf – Wanne-Eickel Hbf – Gelsenkirchen Hbf – Essen Hbf – Duisburg Hbf – Düsseldorf Hbf | Rhein-Haard-Express |
| RE 3     | Regional-Express (metronom)       | Uelzen – Lüneburg – Hamburg-Harburg – Hamburg Hbf | |
| RE 4     | Regional-Express (metronom)       | Bremen Hbf – Rotenburg (Wümme) – Buchholz (Nordheide) – Hamburg-Harburg – Hamburg Hbf | |
| RE 5     | Regional-Express (Start)          | Hamburg Hbf – Hamburg-Harburg – Buxtehude – Stade – Otterndorf – Cuxhaven | |
| RE 9     | Regional-Express (DB Regio Nord)  | (Bremerhaven-Lehe – Bremerhaven Hbf – ) Bremen Hbf – Diepholz – Osnabrück Hbf | Rijdt 1x per twee uur tussen Bremerhaven-Lehe en Bremen Hbf |
| RE 42    | Regional-Express (DB Regio NRW)   | Mönchengladbach Hbf – Viersen – Krefeld Hbf – Duisburg Hbf – Essen Hbf – Gelsenkirchen Hbf – Wanne-Eickel Hbf – Recklinghausen Hbf – Münster (Westf) Hbf | Niers-Haard-Express |
| RB 31    | Regionalbahn (metronom)           | Hamburg Hbf – Hamburg-Harburg – Maschen – Lüneburg | |
| RB 41    | Regionalbahn (metronom)           | Hamburg Hbf – Hamburg-Harburg – Buchholz (Nordheide) – Tostedt – Rotenburg (Wümme) – Bremen Hbf | |
| RB 66    | Regionalbahn (eurobahn)           | Münster Hbf – Lengerich (Westf) – Osnabrück Hbf | Teuto-Bahn |

### S-Bahn Rhein-Ruhr
Op het traject rijdt de S-Bahn Rhein-Ruhr de volgende routes:
| Serie | Treinsoort            | Route | Bijzonderheden |
| ----- | --------------------- | --- | -------------- |
| S 2   | S-Bahn (DB Regio NRW) | Duisburg Hbf – Oberhausen Hbf – Essen-Altenessen – (Essen Hbf – / ) Gelsenkirchen Hbf – Wanne-Eickel Hbf – (Recklinghausen Hbf – / ) Herne – Castrop-Rauxel Hbf – Dortmund Hbf |                |
| S 9   | S-Bahn (DB Regio NRW) | Haltern am See – Marl Mitte – Bottrop Hbf – Essen Hbf – Essen-Kupferdreh – Velbert-Langenberg – Wuppertal-Vohwinkel – Wuppertal Hbf                                            |                |

### S-Bahn van Bremen
Op het traject rijdt de S-Bahn van Bremen de volgende routes:
| Serie | Treinsoort                  | Route                                                                                | Bijzonderheden                       |
| ----- | --------------------------- | ------------------------------------------------------------------------------------ | ------------------------------------ |
| S2    | Regio-S-Bahn (NordWestBahn) | Bremerhaven-Lehe – Bremerhaven Hbf – Osterholz-Scharmbeck – Bremen Hbf – Twistringen | Versterkingstreinen tijdens de spits |

## Aansluitingen

overzicht stations in Hamburg: blauw: voormalig, rood: huidig

In de volgende plaatsen is of was er een aansluiting op de volgende spoorlijnen:
Wanne-Eickel Hauptbahnhof
DB 2154, spoorlijn tussen Bochum-Riemke en Wanne-Eickel
DB 2201, spoorlijn tussen Wanne-Eickel en aansluiting Barkau
DB 2202, spoorlijn tussen Herne-Rottbruch en Wanne-Eickel
DB 2203, spoorlijn tussen Wanne-Eickel en Wanne-Unser Fritz
DB 2204, spoorlijn tussen Wanne-Eickel en Wanne-Unser Fritz
DB 2205, spoorlijn tussen Wanne-Eickel en aansluiting Bickern
DB 2206, spoorlijn tussen Wanne-Eickel en Duisburg-Ruhrort
DB 2208, spoorlijn tussen Wanne-Eickel en Herne
DB 2209, spoorlijn tussen Essen-Kray Nord en Wanne-Eickel
DB 2230, spoorlijn tussen aansluiting Hessler en Wanne-Eickel
DB 2231, spoorlijn tussen Gelsenkirchen en Wanne-Eickel
DB 2232, spoorlijn tussen Gelsenkirchen-Wattenscheid en Wanne-Eickel
DB 2239, spoorlijn tussen Gelsenkirchen en Wanne-Eickel
DB 2650, spoorlijn tussen Keulen en Hamm
DB 9220, spoorlijn tussen Wanne Übergabebahnhof en Wanne Westhafen
DB 9223, spoorlijn tussen Wanne Übergabebahnhof en Wanne Herzogstraße
aansluiting Baukau
DB 2201, spoorlijn tussen Wanne-Eickel en aansluiting Baukau
DB 2207, spoorlijn tussen aansluiting Baukau en aansluiting Crange
Recklinghausen Süd
DB 2221, spoorlijn tussen Recklinghausen Süd en Herne
DB 2222, spoorlijn tussen Recklinghausen Süd en Recklinghausen Ost
DB 2225, spoorlijn tussen Recklinghausen Süd en Zeche Ewald
lijn tussen Recklinghausen Süd en Zeche König Ludwig
Recklinghausen Hauptbahnhof
DB 2223, spoorlijn tussen aansluiting Blumenthal - Recklinghausen Hauptbahnhof
DB 2224, spoorlijn tussen Recklinghausen Ost en Recklinghausen Hauptbahnhof
Marl-Sinden
lijn tussen Recklinghausen-Suderwich en Zeche Auguste Victoria
aansluiting Lippe
DB 2252, spoorlijn tussen Gelsenkirchen-Buer Nord en aansluiting Lippe
Haltern am See
DB 2002, spoorlijn tussen Haltern en Büderich
Dülmen
DB 2001, spoorlijn tussen Dülmen Dn en Dülmen Dmf
Mecklenbeck
DB 2010, spoorlijn tussen Mecklenbeck en Sudmühle
DB 2265, spoorlijn tussen Empel-Rees en Münster
Münster (Westf) Hauptbahnhof
DB 2000, spoorlijn tussen Lünen en Münster
DB 2013, spoorlijn tussen Münster en Rheda-Wiedenbrück
DB 2265, spoorlijn tussen Empel-Rees en Münster
DB 2931, spoorlijn tussen Hamm en Emden
DB 9213, spoorlijn tussen Neubeckum en Münster
Sudmühle
DB 2010, spoorlijn tussen Mecklenbeck en Sudmühle
Lengerich
DB 9163, spoorlijn tussen Lengerich en Gütersloh
DB 9165, spoorlijn tussen Ibbenbüren en Lengerich
Hasbergen
DB 9161, spoorlijn tussen Georgsmarienhütte en Permer Stollen
Hörne
DB 1601, spoorlijn tussen Hörne en Osnabrück
DB 2950, spoorlijn tussen Brackwede en Osnabrück
Osnabrück Hauptbahnhof
DB 1600, spoorlijn tussen Osnabrück Hbf W77 en W225
DB 1601, spoorlijn tussen Hörne en Osnabrück
DB 1602, spoorlijn tussen Osnabrück Hbf W322 en W277
DB 1620, spoorlijn tussen Osnabrück Hbf W52 en Osnabrück Rbf W208
DB 1621, spoorlijn tussen Osnabrück Hbf W91 en Osnabrück Rbf Gl 245
DB 2950, spoorlijn tussen Brackwede en Osnabrück
Bohmte
DB 9168, spoorlijn tussen Holzhausen-Heddinghausen en Bohmte
DB 9169, spoorlijn tussen Bohmte en Schwegermoor
Diepholz
DB 1744, spoorlijn tussen aansluiting Lohe en Diepholz
Bassum
DB 2982, spoorlijn tussen Bünde en Bassum
Syke
DB 9142, spoorlijn tussen Syke en Eystrup
aansluiting Gabelung
DB 1404, spoorlijn tussen aansluiting Gabelung en Sagehorn
aansluiting Bremen-Hastedt
DB 1402, spoorlijn tussen aansluiting Hastedt W101 en aansluiting Vahr W2
Bremen Hauptbahnhof
DB 1401, spoorlijn tussen Bremen-Sebaldsbrück en Bremen Rangierbahnhof
DB 1500, spoorlijn tussen Oldenburg en Bremen
DB 1740, spoorlijn tussen Wunstorf en Bremerhaven
aansluiting Utbremen
DB 1424, spoorlijn tussen aansluiting Utbremen en Bremen Rangierbahnhof
Sagehorn
DB 1404, spoorlijn tussen aansluiting Gabelung en Sagehorn
Rotenburg (Wümme)
DB 1283, middelste spoor tussen Rotenburg en Buchholz
DB 1711, spoorlijn tussen Hannover en Bremervörde
DB 1745, spoorlijn tussen Verden (Aller) en Rotenburg (Wümme)
Buchholz
DB 1280, spoorlijn tussen Buchholz (Nordheide) en aansluiting Allermöhe
DB 1283, middelste spoor tussen Rotenburg en Buchholz
DB 1300, spoorlijn tussen Bremerhaven-Wulsdorf en Buchholz
DB 1712, spoorlijn tussen Walsrode en Buchholz
Hamburg-Harburg
DB 1255, spoorlijn tussen Maschen en Hamburg Süd
DB 1257, spoorlijn tussen Hamburg-Harburg W603 - Hamburg-Harburg W646 (spoor 5+6)
DB 1259, spoorlijn tussen Hamburg-Harburg W550 - Hamburg-Harburg W645 (spoor 3+4)
DB 1280, spoorlijn tussen Buchholz (Nordheide) en aansluiting Allermöhe
DB 1720, spoorlijn tussen Lehrte en Cuxhaven
Hamburg-Willemsburg
DB 1255, spoorlijn tussen Maschen en Hamburg Süd
DB 1290, spoorlijn tussen Hamburg-Wilhelmsburg en Peute
aansluiting Hamburg-Veddel
DB 1248, spoorlijn tussen Hamburg Kai rechts en Hamburg Süd
DB 1280, spoorlijn tussen Buchholz en de aansluiting Allermöhe
aansluiting Norderelbbrücke
DB 1292, spoorlijn tussen de aansluiting Ericus en de aansluiting Norderelbbrücke
Hamburg Hauptbahnhof
DB 1120, spoorlijn tussen Lübeck en Hamburg
DB 1240, spoorlijn tussen Hamburg Hauptbahnhof en Hamburg-Altona
DB 1241, spoorlijn tussen Hamburg Hauptbahnhof en Hamburg-Poppenbüttel
DB 1244, spoorlijn tussen Hamburg Hauptbahnhof en Aumühle
DB 1245, spoorlijn tussen de aansluiting Rothenburgsort en Hamburg Hauptbahnhof
DB 1250, spoorlijn tussen aansluiting Norderelbbrücke en Hamburg Hauptbahnhof
DB 1270, spoorlijn tussen Hamburg Hauptbahnhof en Hamburg Diebsteich
DB 1271, spoorlijn tussen Hamburg Hauptbahnhof en Hamburg-Neugraben
DB 6100, spoorlijn tussen Berlijn en Hamburg

## Elektrische tractie
Het traject werd geëlektrificeerd met een wisselspanning van 15.000 volt 16⅔ Hz.